# 100 mm/45 Model 1891
100 mm/45 Model 1891 — 100-миллиметровое корабельное артиллерийское орудие, разработанное и производившееся в Франции. Состояло на вооружении ВМС Франции. Им были вооружены броненосцы «Бувэ», а также  бронепалубные крейсера типов «Фриан» и «Декарт». Его дальнейшим развитием стало орудие 100 mm/45 Model 1893.